# Касянівка (Берестинський район)
Касяні́вка — село в Україні, у Сахновщинській селищній громаді Берестинського району Харківської області. Населення становить 28 осіб. До 2020 року орган місцевого самоврядування — Новоолександрівський старостинський округ.

## Географія
Село Касянівка розташоване за 160 км від обласного центру та 56 км від районного центру. Найближчі населені пункти: Новодмитрівка (1 км) та Кузьминівка (2 км). Поруч пролягають автошлях регіонального значення Р79 та залізниця, пасажирський залізничний зупинний пункт Платформа 136 км.

## Історія
Село засноване 1887 року. З 1923 року перебувало в складі Сахновщинського району.
12 червня 2020 року, відповідно з розпорядженням Кабінету Міністрів України № 725-р «Про визначення адміністративних центрів та затвердження територій територіальних громад Харківської області», село увійшло до складу Сахновщинської селищної громади.
17 липня 2020 року, в результаті адміністративно-територіальної реформи та ліквідації Сахновщинського району, село увійшло до складу новоутвореного Красноградського (Берестинського) району.

## Населення

### Мова
Розподіл населення за рідною мовою за даними перепису 2001 року:
| Мова       | Кількість осіб | Відсоток |
| ---------- | -------------- | -------- |
| українська | 24             | 85,71 %  |
| російська  | 4              | 14,29 %  |
| Всього     | 28             | 100 %    |